# Floor van der Wal
Floor van der Wal (Naarden, 27 januari 1985 – Amsterdam, 25 maart 2011) was een Nederlands cabaretière.

## Biografie

### Jeugd
Van der Wal groeide op in Huizen, als oudere zus van snowboarder Dolf van der Wal. Ze kreeg tijdens haar geboorte te weinig zuurstof, doordat haar navelstreng om haar hals gewikkeld lag. Hierdoor had zij spasmen in al haar ledematen. Na haar middelbare school verhuisde ze naar Amsterdam, waar ze Culturele en Maatschappelijke Vorming studeerde aan de Hogeschool van Amsterdam. 

### Cabaretcarrière
Ze deed in 2006 mee aan de eerste door Lucille Werner georganiseerde Mis(s)verkiezing en werd kort daarop benaderd door de redactie van het programma Jong van de Evangelische Omroep. Van der Wal werd in een middag getraind als stand-upcomedian, en moest 's avonds meteen optreden. Er volgden nog diverse optredens. In 2007 won zij samen met Patrick Laureij de publieksprijs van het Knock Out Comedy festival. In 2008 kreeg ze de CAPaward in de categorie entertainment. In 2008-2009 toerde ze door Nederland voor de Girls Comedy Night. In 2010 kwam ze door de audities van Comedytrain en ze deed mee aan hun jubileumtoer. Begin 2011 werd ze officieel lid van het gezelschap.

### Overlijden
Floor van der Wal werd op 25 maart 2011 rond 1 uur 's nachts door een auto aangereden toen ze over het Mercatorplein in Amsterdam fietste. Ze overleed diezelfde dag in het VU medisch centrum aan hersenletsel. Ze werd 26 jaar oud. De bestuurder reed na het ongeval door, maar werd korte tijd later aangehouden. Hij werd op 22 september 2011 veroordeeld tot achttien maanden gevangenisstraf, waarvan zes maanden voorwaardelijk, en vijf jaar ontzegging van de rijbevoegdheid wegens roekeloos rijden.
Van der Wal is postuum, naast Martijn Koning, René van Meurs en Henry van Loon, een van de comedians van Comedytrain die centraal staan in de documentaire Erop of Eronder, die Michiel van Erp maakte in het kader van het twintigjarig jubileum van Comedytrain. Deze documentaire werd op 5 juni 2011 voor het eerst uitgezonden door de VARA.
In maart 2012 verscheen bij Lebowski Publishers het boek Floor: Broze snippers van een intens leven, dat bestond uit delen uit haar dagboek, sms-berichten, e-mails, gedichten en theatermonologen.
- Biografisch Portaal: 36870198
- International Standard Name Identifier: 0000 0003 8866 8330
- Nederlandse Thesaurus van Auteursnamen: 341238848
- Virtual International Authority File: 281893979
- WorldCat: E39PBJymFBWt7w6BBFwy4DcQMP